# Д’Алессандро, Хорхе
Роберто Хорхе Д’Алессандро ди Нинно (исп. Roberto Jorge D'Alessandro di Ninno; род. 28 июля 1949, Буэнос-Айрес) — аргентинский футболист, тренер. Выступал на позиции голкипера.

## Биография

### Карьера футболиста
Хорхе Д’Алессандро начал карьеру в клубе «Сан-Лоренсо», в составе которого провёл шесть сезонов. В 1974 году стал игроком ФК «Саламанка». Дебют в чемпионате Испании состоялся 8 сентября 1974 года. За 10 сезонов Хорхе Д’Алессандро провёл в чемпионате Испании 242 матча. Завершил карьеру в возрасте 35 лет.

### Тренерская карьера
В конце 80-х годов работал в академии ФК «Саламанка». В 1990 году стал главным тренером команды второго дивизиона «Фигерас». В 1992 году получил приглашение от «Бетиса». В марте 1994 году стал шестым за сезон главным тренером «Атлетико Мадрид», сменив на этом посту Иселина Овехеро, отправленного в отставку после поражения 0:4 от «Сарагосы» на «Висенте Кальдерон». В том сезоне «Атлетико» финишировал на 12-м месте. В ноябре 1994 года Хорхе Д’Алессандро вновь вернулся в «Атлетико», сменив Франсиско Матурану, но уже в феврале 1995 года был отправлен в отставку.
В 1996 году вернулся в «Саламанку» в качестве главного тренера за 13 туров до финиша сезона, однако спасти команду от вылета из Примеры Хорхе Д’Алессандро не смог. В следующем сезоне Хорхе Д’Алессандро вместе с «Меридой» занял 1-е место в Сегунде. Однако закрепиться в Примере «Мериде» не удалось.
Работал также с клубами «Эльче», «Райо Вальекано», «Химнастик» Таррагона, «Уэска».